# Bräcke-Revsunds pastorat
Bräcke-Revsunds pastorat var ett pastorat inom Svenska kyrkan i Södra Jämtland-Härjedalens kontrakt i Härnösands stift.Pastoratet uppgick 1 januari 2022 i Sydöstra Jämtlands pastorat.
Pastoratet bildades 2012 och omfattade Revsund, Sundsjö, Bodsjö församling och Bräcke-Nyhems församling. Pastoratets namn var före 2013 Revsund, Sundsjö, Bodsjö och Bräcke-Nyhems pastorat.
Pastoratskod var 101412.